# Gnesta (comuna)
Gnesta (em sueco: Gnesta kommun;  ouça a pronúncia) é uma comuna da Suécia localizada no condado da Södermanland. 
Sua capital é a cidade de Gnesta. Possui 461 quilômetros quadrados e segundo censo de 2018, havia 11 237 habitantes.

## Localidades principais
Localidades com mais população da comuna (2019):

| Nr | Localidade | População |
| -- | ---------- | --------- |
| 1  | Gnesta     | 5 200     |
| 2  | Björnlunda | 720       |
| 3  | Stjärnhov  | 575       |

## Comunicações
A comuna de Gnesta é atravessada pela estrada nacional 57 (Nyköping – Kumla), assim como pela *linha do Oeste (Estocolmo – Gotemburgo).

## Património turístico
Alguns pontos turísticos mais procurados atualmente são:

- Palácio de Elghammar
- Moinho de Björnlunda